# Salacz László
Salacz László (Kalocsa, 1971. május 21. – ) magyar jogász, politikus; 2014. május 6. óta a Fidesz – Magyar Polgári Szövetség országgyűlési képviselője. A Magyar Jogászegyletnek és a Közlekedési Bírák Egyesületének tagja.

## Életrajz
1989 és 1990 között a Homokmégyi Általános Iskolánál napközis nevelő. 1995-ben végzett a József Attila Tudományegyetem Állam és Jogtudományi Karának jogász szakán. 1995 és 1998 között a Kecskeméti Városi Bíróság fogalmazója. 1998 és 2004 között a Zima és Salacz Ügyvédi Iroda ügyvédje. 2004 és 2014 között a Salacz Ügyvédi Iroda ügyvédje.
2004 óta tagja a Fidesz – Magyar Polgári Szövetségnek. 2014. május 6. óta a Fidesz – Magyar Polgári Szövetség országgyűlési képviselője a Bács-Kiskun vármegyei (2022-ig: megyei) 1. számú országgyűlési egyéni választókerületben. 2014. május 6. óta a Törvényalkotási bizottság tagja.
Középfokú A és B típusú angol nyelvvizsgája van.

## Családja
Nős, két gyermek édesapja.